# NGC 5567
NGC 5567 (również PGC 51161) – galaktyka eliptyczna (E), znajdująca się w gwiazdozbiorze Wolarza. Odkrył ją John Herschel 3 kwietnia 1831 roku.